# Ellerau
Ellerau település Németországban, Schleswig-Holstein tartományban. Lakosainak száma 6276 fő (2023. december 31.). Ellerau Quickborn és Bilsen községekkel határos.

## Népesség
A település népességének változása:
| Lakosok száma | 3277 | 6182 | 6219 | 6308 | 6296 | 6276 |
|               | 1975 | 2017 | 2019 | 2021 | 2022 | 2023 |